# Xanthorhoe citroena
Xanthorhoe citroena är en fjärilsart som beskrevs av Clarke 1934. Xanthorhoe citroena ingår i släktet Xanthorhoe och familjen mätare. Inga underarter finns listade i Catalogue of Life.